# اندی برچم
اندی برچم (انگلیسی: Andy Barcham؛ زادهٔ ۱۶ دسامبر ۱۹۸۶) بازیکن فوتبال اهل بریتانیا است.
از باشگاه‌هایی که در آن بازی کرده‌است می‌توان به باشگاه فوتبال پورتسموث، باشگاه فوتبال گیلینگام، باشگاه فوتبال اسکانتورپ یونایتد، باشگاه فوتبال تاتنهام هاتسپر، باشگاه فوتبال ای‌اف‌سی ویمبلدون، و باشگاه فوتبال لیتون اورینت اشاره کرد.
وی همچنین در تیم ملی فوتبال England U16 بازی کرده‌است.